# 核燃料物質等取扱業務従事者
核燃料物質等取扱業務従事者（かくねんりょうぶっしつとうとりあつかいぎょうむじゅうじしゃ）とは、核燃料物質等取扱業務従事者特別教育を修了した者。

## 概要
- 加工施設、再処理施設又は使用施設等の管理区域内において核燃料物質若しくは使用済燃料又はこれらによって汚染された物を取扱う業務
- 原子炉施設の管理内において、核燃料物質若しくは使用済燃料またはこれらによって汚染された物を取扱う業務

## 受講資格
- 満18歳以上

## 特別教育
- 各講習機関により違う。
- 告示で規定された履修時間は加工施設等が17時間30分（以上）、原子炉施設が5時間（以上）となっている。

### 講習科目
加工施設等において核燃料物質等の取扱業務に係る特別教育
1. 核燃料物質若しくは使用済燃料又はこれらによって汚染された物に関する知識
2. 加工施設、再処理施設又は使用施設等における作業の方法に関する知識
3. 加工施設、再処理施設又は使用施設等に係る設備の構造及び取扱いの方法に関する知識
4. 電離放射線の生体に与える影響
5. 関係法令
6. 加工施設、再処理施設又は使用施設等における作業の方法及び同施設に係る設備の取扱い

原子炉施設において核燃料物質等の取扱業務に係る特別教育
1. 核燃料物質若しくは使用済燃料又はこれらによって汚染された物に関する知識
2. 原子炉施設における作業の方法に関する知識
3. 原子炉施設に係る設備の構造及び取扱いの方法に関する知識
4. 電離放射線の生体に与える影響
5. 関係法令
6. 原子炉施設における作業の方法及び同施設に係る設備の取扱い